# Joan O'Brien
Pour les articles homonymes, voir O'Brien.

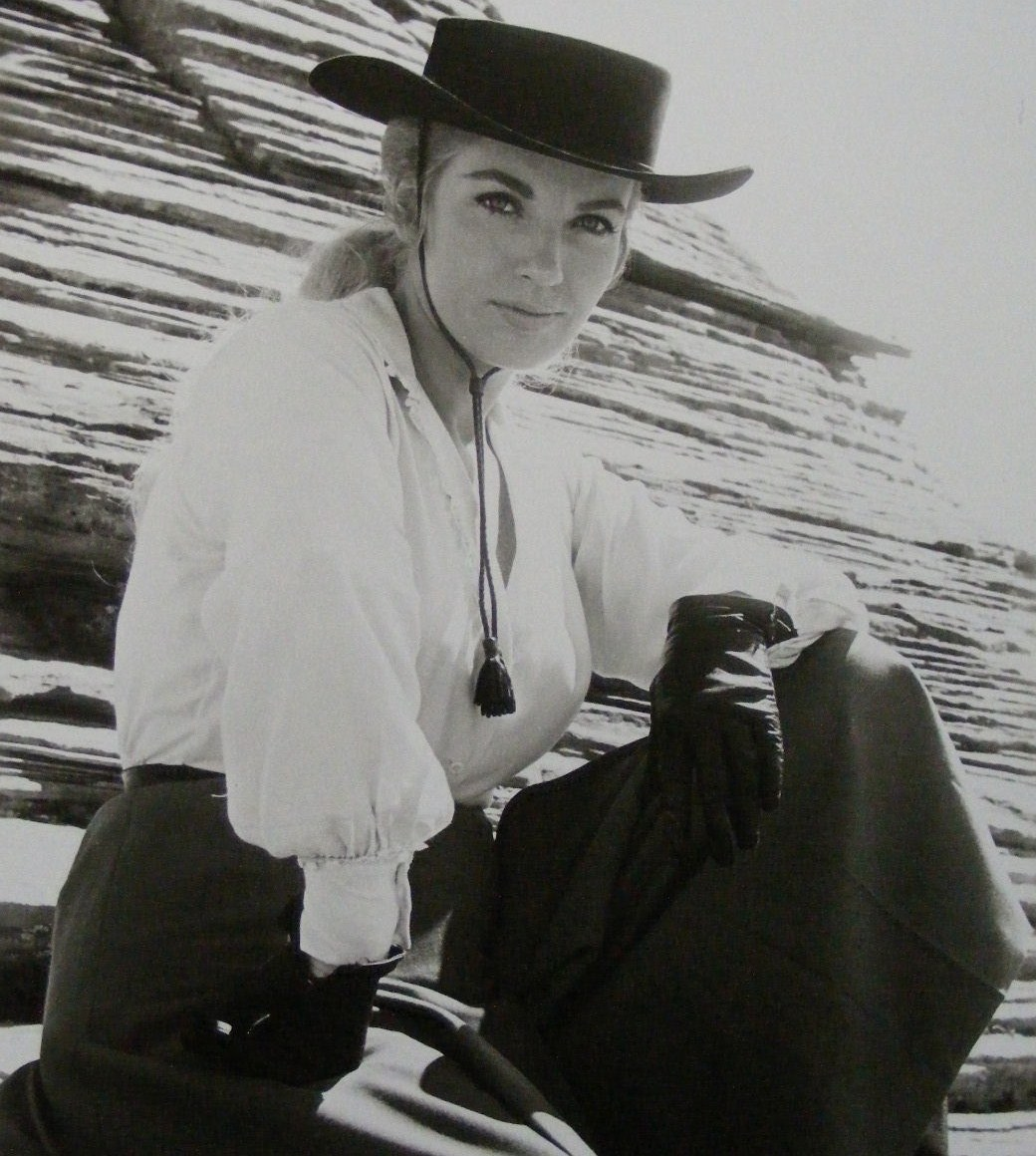
Dans Six Chevaux dans la plaine (1962)
- photo promotionnelle -

Joan O'Brien est une actrice et chanteuse américaine, de son nom complet Joan Marie O'Brien, née le 14 février 1936 à Cambridge (Massachusetts) et morte le 5 mai 2025.

## Biographie
Active principalement comme chanteuse, Joan O'Brien mène par ailleurs une brève carrière d'actrice au cinéma, contribuant à dix films américains (dont trois westerns et deux films musicaux), sortis entre 1958 et 1965. Dans Opération Jupons (1959) de Blake Edwards, elle est la future épouse gaffeuse de Cary Grant. Puis elle personnifie Susanna « Sue » Dickinson (en), unique survivante (avec sa fille) du siège de Fort Alamo, dans Alamo (1960) de (et avec) John Wayne — qu'elle retrouve avec son film suivant, Les Comancheros (1961) de Michael Curtiz —.
Parmi ses autres partenaires au grand écran, citons Audie Murphy (Six Chevaux dans la plaine d'Harry Keller, coproduction américano-philippine de 1962), Jerry Lewis (L'Increvable Jerry de Frank Tashlin en 1962), ou encore Elvis Presley (Blondes, Brunes et Rousses de Norman Taurog en 1963).
Pour la télévision, Joan O'Brien joue dans trente-et-une séries, de 1958 à 1965 — année à partir de laquelle elle poursuit exclusivement sa carrière de chanteuse (notamment au petit écran) —. Mentionnons la série-western (elle en tourne d'autres) La Grande Caravane (deux épisodes, 1960) et la première série policière Perry Mason (deux épisodes, 1960 et 1965).
Joan O'Brien meurt le 5 mai 2025 à l'âge de 89 ans,.

## Filmographie

### Au cinéma
- 1958 : Handle with Care de David Friedkin
- 1959 : Opération Jupons (Operation Petticoat) de Blake Edwards
- 1960 : Alamo (The Alamo) de John Wayne
- 1961 : Les Comancheros (The Comancheros) de Michael Curtiz
- 1962 : La Vallée de la colère (Samar) de George Montgomery
- 1962 : Six Chevaux dans la plaine (Six Black Horses) d'Harry Keller
- 1962 : L'Increvable Jerry (It's Only Money) de Frank Tashlin
- 1963 : We Joined the Navy de Wendy Toye
- 1963 : Blondes, Brunes et Rousses (It Happened at the World's Fair) de Norman Taurog
- 1964 : Get Yourself a College Girl de Sidney Miller

### À la télévision (sélection de séries)
- 1959-1960 : Bat Masterson
  - Saison 1, épisode 15 One Bullet from Broken Bow (1959)
  - Saison 2, épisode 4 Shakedown at St. Joe (1959)
  - Saison 3, épisode 7 High Card Loses (1960)
- 1960 : La Grande Caravane (Wagon Train)
  - Saison 3, épisode 34 The Luke Grant Story de Christian Nyby
  - Saison 4, épisode 11 The Candy O'Hara Story de Tay Garnett
- 1960-1965 : Perry Mason, première série
  - Saison 3, épisode 18 The Case of the Singing Skirt (1960)
  - Saison 8, épisode 20 The Case of the Lover's Gamble (1965)
- 1961 : Cheyenne
  - Saison 5, épisode 6 Incident at Dawson Flats
- 1961 : Aventures dans les îles (Adventures in Paradise)
  - Saison 2, épisode 28 La Pêcheuse de perles (Wild Mangoes) d'Alvin Ganzer
- 1962 : Ombres sur le soleil (Follow the Sun)
  - Saison unique, épisode 22 Annie Beeler's Place
- 1962 : C'est arrivé à Sunrise (Bus Stop)
  - Saison unique, épisode 22 The Ordeal of Kevin Brooke de James B. Clark
- 1962 : Rawhide
  - Saison 4, épisode 21 The Pitchwagon de Sobey Martin
- 1964 : Le Virginien (The Virginian)
  - Saison 3, épisode 2 The Dark Challenge de Don McDougall
- 1964 : Des agents très spéciaux (The Man from U.N.C.L.E.)
  - Saison 1, épisode 6 The Green Opal Affair